# Bad Kleinen

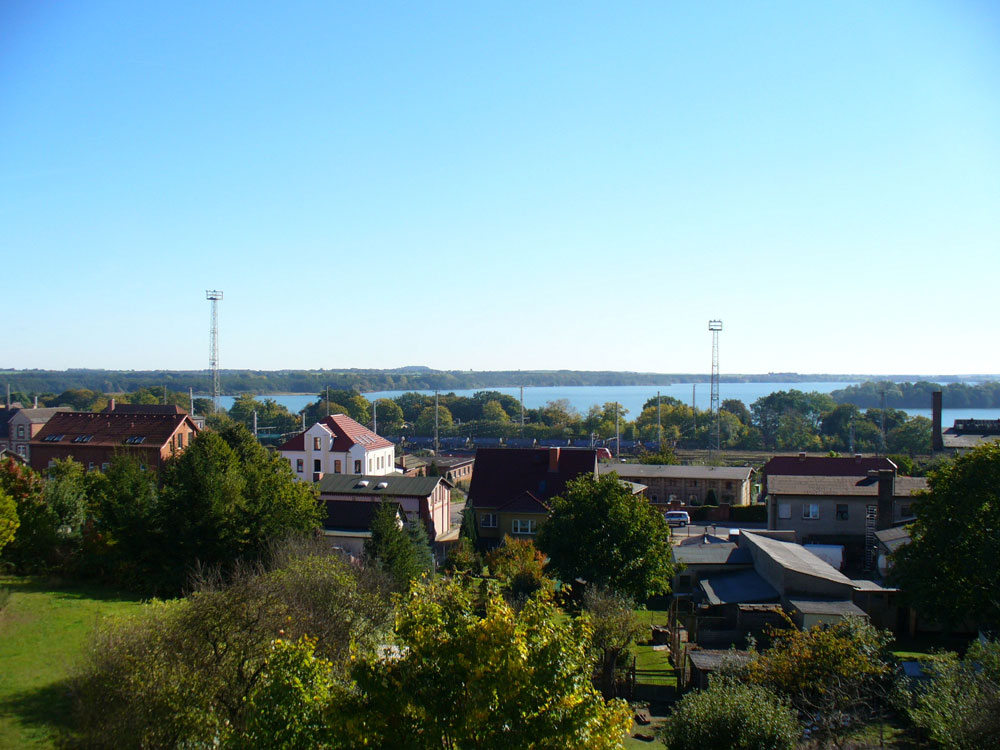
Bad Kleinen, Overlooking a train station with the Schweriner See in the distance.

Bad Kleinen là một đô thị tại huyện Nordwestmecklenburg, bang Mecklenburg-Vorpommern, miền bắc nước Đức.